# La Fiancée des ténèbres
Pour plus de détails, voir Fiche technique et Distribution.
La Fiancée des ténèbres est un film français réalisé par Serge de Poligny en 1944, sorti en 1945, tourné dans la Cité de Carcassonne et à Joinville-le-Pont.

## Synopsis
De passage à Carcassonne avec sa femme Marie-Claude et sa sœur Dominique, Roland Samblanca rencontre, à l'occasion d'une promenade solitaire dans la citadelle, une mystérieuse jeune femme en noir, Sylvie. Celle-ci vit chez son père adoptif, monsieur Toulzac, lequel se prétend le dernier des évêques albigeois qui pratiquaient autrefois le catharisme, culte alors jugé hérétique et écrasé, au début du XIIIe siècle, par la Croisade contre les albigeois. Avec l'aide de quelques initiés et l'entremise de Sylvie, monsieur Toulzac espère ressusciter ce culte.

## Fiche technique
- Réalisation : Serge de Poligny
- Scénario : Jean Anouilh, Henri Calef (non crédités), Serge de Poligny et Gaston Bonheur, d'après une nouvelle de ce dernier (également dialoguiste)
- Assistants réalisateur : Jacques de Casembroot et Rodolphe Marcilly
- Photographie : Roger Hubert
- Musique : Marcel Mirouze
- Décors : Jacques Krauss, assisté de Claude Pinoteau (non crédité)
- Montage : Jean Feyte
- Production : Marc Le Peletier, pour Éclair-Journal
- Pays :  France
- Format : Noir et blanc
- Genre : Drame romanesque
- Durée : 90 min
- Date de sortie : 
  - France - 22 mars 1945

## Distribution
| Acteurs crédités - Pierre Richard-Willm : Roland Samblanca - Jany Holt : Sylvie - Édouard Delmont : M. Toulzac - Line Noro : Mlle Perdrières - Fernand Charpin : M. Fontvieille - Anne Belval : Marie-Claude Samblanca - Simone Valère : Dominique Samblanca - Gaston Gabaroche : Eloi - Pierre Palau : le photographe - Robert Dhéry : l'aubergiste de Tournebelle | Acteurs non crédités - Jean-Pierre Belmon : Tristan - Léonce Corne : le docteur Estoril - Paul Demange : l'accordeur de piano - Jean Diéner : le commandant - Guy Favières : M. Delmas - Marcel Maupi : le facteur - Marcelle Monthil : la dame distinguée - Et Nicole Bely, Lily Greco, Julien Maffre |

## Lieu de tournage
- Carcassonne [1]: Cité médiévale, Pont vieux, Écluse du Fresquel (Le grougnou)